# Юсуф і Зулейха
Юсуф і Зулейха — мандрівний сюжет, літературно-фольклорний мотив багатьох літературних пам'яток народів Сходу.
В основі міфу — біблійно-коранічна легенда про Йосипа Прекрасного (відомого з Корану як Юсуф) і безіменну в Біблії дружину Потіфара. Ця жінка в арабських легендах набуває ім'я Зулейха («спокусниця»), під цим же ім'ям, а також як Зефіра, вона фігурує в ісламській поезії. Має безліч поетичних перекладень — поем IX—XV ст., в тому числі творів першого ряду, що вийшли з-під пера Фірдоусі і Джамі.
Любов Зулейхи до Юсуфа трактується набагато більш піднесено, ніж у Біблії. Це чисте, високе і вічне почуття, справжня самовіддана любов. Завдяки цьому сюжет і набув такого поширення в поезії.